# Nils Fläcke
Nils Fläcke, född 15 mars 1945 i Stockholm, är en svensk dragspelsmusiker.
Fläcke började sin karriär som musiker som barn och vann många dragspelstävlingar under åren 1952-1958. Under 1960- och 70-talen medverkade han ofta i radio, men han har också framträtt i TV-program som Nygammalt. Fläcke har också varit ackompanjatör till artister som Stig Grybe och Bertil Boo. Han har uppträtt i hela Norden, men också i Tyskland, Frankrike och USA, och har ibland titulerats med epitetet "dragspelskung".